# Donald Blessing
Donald Franklin Blessing (Hollister, 25 de diciembre de 1905-Tiburón, 4 de julio de 2000) fue un deportista estadounidense que compitió en remo como timonel. Participó en los Juegos Olímpicos de Ámsterdam 1928, obteniendo una medalla de oro en la prueba de ocho con timonel.

## Palmarés internacional
| Juegos Olímpicos | Juegos Olímpicos         | Juegos Olímpicos | Juegos Olímpicos |
| Año              | Lugar                    | Medalla          | Prueba           |
| ---------------- | ------------------------ | ---------------- | ---------------- |
| 1928             | Ámsterdam (Países Bajos) | Medalla de oro   | Ocho con timonel |